# Zx1

zx1 — набор системной логики (чипсет), выпускаемый компанией Hewlett-Packard для процессоров Intel Itanium 2 и собственных процессоров PA-RISC. Чипсет используется в некоторых серверах и рабочих станциях семейства HP Integrity. Поддерживает до 4 процессоров. Состоит из 3 отдельных специализированных микросхем, памяти и контроллера ввода-вывода, адаптера масштабируемой памяти и адаптера ввода-вывода.
Память и контроллер ввода-вывода могут быть подсоединены напрямую к 12 слотам DDR SDRAM. Если требуется большее количество слотов, то могут быть подключены два адаптера масштабируемой памяти, дающие до 48 слотов памяти. Чипсет поддерживает память DIMM объёмом до 4 ГБ, теоретически позволяя машине иметь до 192 ГБ оперативной памяти, хотя наибольшая поддерживаемая на данный момент конфигурация содержит 128 ГБ.
Адаптер ввода-вывода может работать в режимах PCI, PCI-X или AGP. Может быть до 8 адаптеров ввода-вывода подключенных к памяти и контроллеру ввода-вывода. Адаптер ввода-вывода был улучшен для работы с AGP 8x на рабочих станциях C8800.
Микропроцессоры PA-8800 и PA-8900 используют ту же шину, что и Itanium 2, позволяя HP использовать этот чипсет для серверов HP 9000 и рабочих станций C8000.